# Peltogyne lecointei
Peltogyne lecointei är en ärtväxtart som beskrevs av Adolpho Ducke. Peltogyne lecointei ingår i släktet Peltogyne och familjen ärtväxter. Inga underarter finns listade i Catalogue of Life.